# Fresh Off the Boat
Fresh Off the Boat é uma sitcom estadunidense exibida pela ABC desde 4 de fevereiro de 2015.

## Enredo
A série segue o curso da família taiwanesa de Eddie Huang como eles fazem o seu caminho de Chinatown de Washington, DC para Orlando, Florida para abrir um temático restaurante Cowboy de carnes em 1995 (com a primeira temporada que está sendo definida entre a década de 90. Sua mãe luta com o choque cultural de sua educação com uma comunidade da Flórida que não tem uma grande população asiática, seu pai abraça o "sonho americano", e Eddie luta em como assimilar na escola.

## Elenco
Elenco Principal
- Hudson Yang como Eddie Huang
- Randall Park como Louis Huang
- Constance Wu como Jessica (nascida Chu) Huang
- Forrest Wheeler como Emery Huang
- Ian Chen como Evan Huang
- Lucille Soong como Vovó Jenny Huang (2ª Temporada-presente, 1ª Temporada-recorrente)
- Chelsey Crisp como Honey Ellis (2ª Temporada-presente, recorrente anteriormente)
- Ray Wise como Marvin Ellis (3ª Temporada-presente, recorrente anteriormente)

Elenco Recorrente
- Funcionários de Churrascaria Cattleman:
  - Paul Scheer como Mitch
  - Jillian Armenante como Nancy
  - Amanda Lund como Vanessa

- Amigos da escola de Eddie:
  - Luna Blaise como Nicole
  - Isabella Alexander como Alison
  - Prophet Bolden como Walter
  - Trevor Larcom como Trent Masterson
  - Evan Hannemann como Dave Selby
  - Dash Williams como Brian Stone
  - Connor Rosen como Doug Pew
  - Brady Tutton como Brock Blanca
  - Albert Tsai como Phillip Goldstein[3][4]
  - Arden Belle como Shelly
  - Liliana Mumy como Layla
  - Monique Green como Sandy
  - Marlowe Peyton como Reba

- Outros:
  - Rachel Cannon como Deidre Sanderson
  - Stacey Scowley como Carol-Joan
  - Colleen Ryan como Amanda
  - Kimberly Crandall como Lisa
  - Arden Myrin como Ashley Alexander
  - David Goldman como Diretor Charlie Hunter
  - Maria Bamford como Diretora Thomas
  - Susan Park como Connie Chen
  - C.S. Lee como Steve Chen
  - Ken Jeong como Gene Huang
  - Eddie Huang como Adulto Eddie Huang

## Produção
Eddie Huang's 2013 Fresh Off the Boat: A Memoir chamou a atenção das redes de TV após a liberação, com a ABC e a 20th Century Fox Television assinando no final desse ano. Huang, o criador do programa e um dos produtores da série,  liderara uma campanha do Twitter para mudar o nome do show original, Far East Orlando , quando estava em desenvolvimento.

Em 13 de Maio de 2014, ABC ordenou a primeira temporada do show durante o upfront do mês de Maio de 2014. indo para o ar na substiuição da mid-season de 2015. 

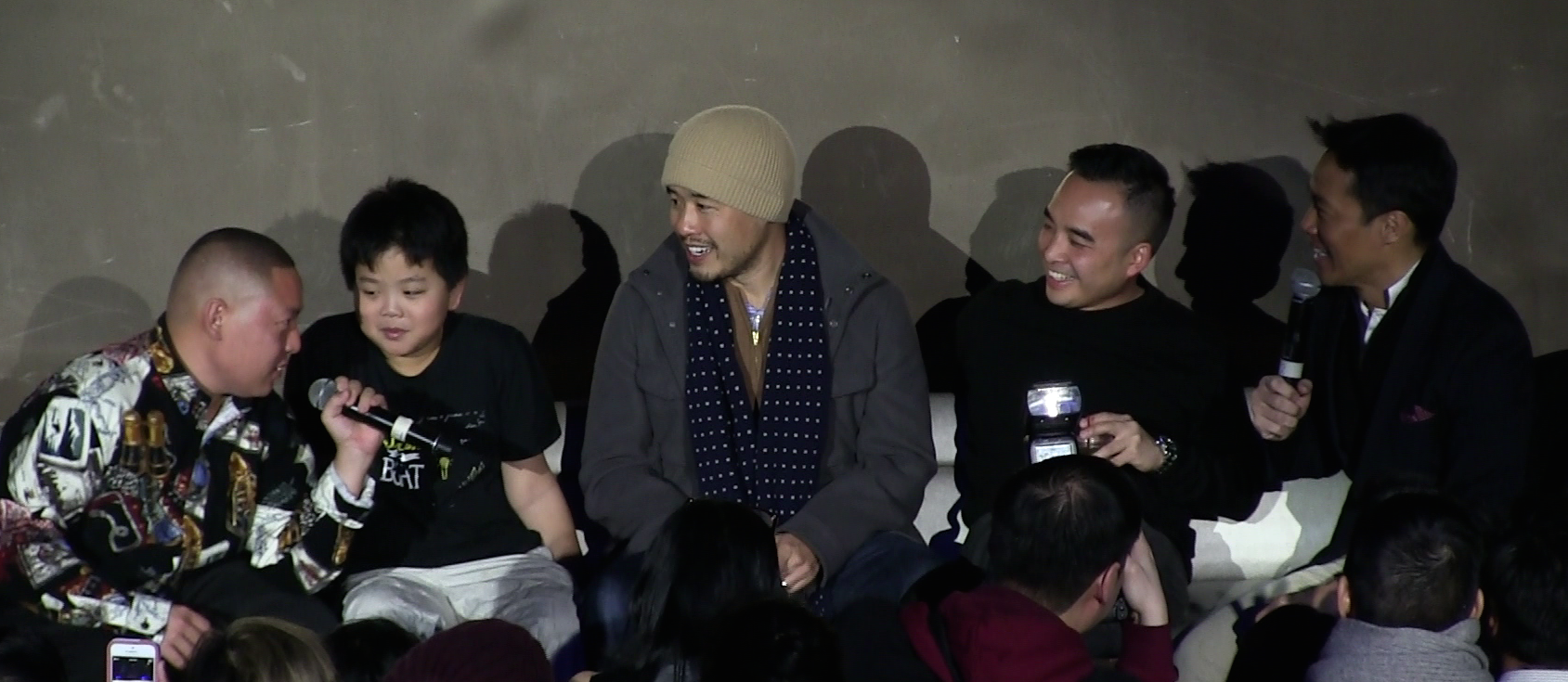
O elenco de Fresh Off the Boat lançando o show em uma mesa redonda.